# 松商學園高等學校
松商學園高等學校是位於日本長野縣松本市的私立高等學校。
過去在1944年以前曾名為「松本商業學校」，當時簡稱為「松商」，但在日本各地有多所同樣簡稱為「松商」松本商業高校、島根縣立松江商業高等學校、愛媛縣立松山商業高等學校、三重縣立松阪商業高等學校彼此之間都是沒有關係的。

## 歷史
本校的歷史可以追溯至1898年由木澤鶴人成立的私塾「私立戊戌學會」，戊戌即為該年的干支，1900年成為實業學校後更名為「私立松本戊戌學校」，1902年再更名為「松本戊戌商業學校」，1911年在片倉財閥支援學校營運後更名為「松本商業學校」。
在1944年由於二次世界大戰被日本政府要求關閉商業學校，改辦「明道工業学校」並設置機械科和金屬工業科，直到1946年戰爭結束明道工業學校才停止運作；1948年配合日本的學制改革，學校更名為「松商學園高等學校」。